# 이시하라 세키오
이시하라 세키오(일본어: 石原 碩夫, 1940년 1월 1일 ~ )는 일본의 전 프로 야구 선수이다. 오카야마현 출신이며 현역 시절 포지션은 투수였다.

## 인물
오카야마히가시 상업고등학교 시절인 1957년 하계 히가시추고쿠 대회 준결승에 진출했지만 마쓰에 상업고등학교(시마네현)에게 패하면서 고시엔 대회에는 진출할 수 없었다. 고교 졸업 후 사회인 야구팀인 도요보 이와쿠니에 입단했다.
1961년 도에이 플라이어스에 입단하면서 프로 2년차인 1962년에는 시즌 2승을 올렸고 그해 한신 타이거스와 맞붙은 일본 시리즈에도 출전, 3차전에 등판했다. 1965년에 안도 모토히로, 요시다 가쓰토요와 함께 이케자와 요시유키, 야마자키 마사유키, 사카자키 가즈히코와의 3대 3 맞트레이드로 요미우리 자이언츠에 이적했다. 하지만 요미우리에서는 정규 시즌에서의 등판 기회를 얻지 못했고 그 해를 끝으로 현역에서 은퇴했다.

## 선수로서의 특징
사이드암 투수로 제구력이 뛰어난 투수였다.

## 상세 정보

### 출신 학교
- 오카야마 현립 오카야마히가시 상업고등학교

### 선수 경력
- 도요보 이와쿠니
- 도에이 플라이어스(1961년 ~ 1964년)
- 요미우리 자이언츠(1965년)

### 등번호
- 65(1961년)
- 36(1962년 ~ 1964년)
- 45(1965년)

### 연도별 투수 성적
| 연 도      | 소 속      | 등 판 | 선 발 | 완 투 | 완 봉 | 무 4 구 | 승 리 | 패 전 | 세 이 브 | 홀 드 | 승 률 | 타 자 | 이 닝 | 피 안 타 | 피 홈 런 | 볼 넷 | 고 4 | 몸 맞 | 탈 삼 진 | 폭 투 | 보 크 | 실 점 | 자 책 점 | 평 자 책 | W H I P |
| ---------- | ---------- | ----- | ----- | ----- | ----- | ------- | ----- | ----- | -------- | ----- | ----- | ----- | ----- | -------- | -------- | ----- | ---- | ----- | -------- | ----- | ----- | ----- | -------- | -------- | ------- |
| 1962년     | 도에이     | 10    | 4     | 0     | 0     | 0       | 2     | 2     | --       | --    | .500  | 117   | 29.1  | 20       | 2        | 6     | 0    | 4     | 19       | 1     | 0     | 6     | 6        | 1.80     | 0.89    |
| 1963년     | 도에이     | 11    | 3     | 0     | 0     | 0       | 0     | 2     | --       | --    | .000  | 108   | 25.2  | 30       | 3        | 5     | 0    | 1     | 15       | 0     | 1     | 17    | 14       | 4.85     | 1.36    |
| 1964년     | 도에이     | 12    | 2     | 0     | 0     | 0       | 0     | 1     | --       | --    | .000  | 95    | 21.2  | 26       | 5        | 4     | 0    | 0     | 14       | 0     | 0     | 14    | 14       | 5.73     | 1.38    |
| 통산 : 3년 | 통산 : 3년 | 33    | 9     | 0     | 0     | 0       | 2     | 5     | --       | --    | .286  | 320   | 76.2  | 76       | 10       | 15    | 0    | 5     | 48       | 1     | 1     | 37    | 34       | 3.99     | 1.19    |